# Wey (dopływ La Manche)
Wey (ang. River Wey) – rzeka w południowej Anglii (Wielka Brytania), w hrabstwie Dorset, dopływ kanału La Manche. Długość rzeki wynosi 8,8 km, a powierzchnia jej dorzecza – 47,6 km².
Źródło rzeki znajduje się w kredowych wzgórzach w południowej części hrabstwa Dorset, na północny zachód od wsi Upwey, na wysokości 60 m n.p.m.. Rzeka płynie w kierunku południowym, przepływa przez Upwey, Broadwey i Nottington. Nad jej ujściem położone jest miasto Weymouth. Na terenie miasta rzeka przepływa przez jezioro Radipole, którego obszar objęty jest rezerwatem przyrody.